# Campeonato Europeo de Voleibol Masculino de 2001
La XXII edición del Campeonato Europeo de Voleibol Masculino se realizó en República Checa. El torneo tuvo lugar del 8 al 16 de septiembre de 2001.

## Sedes
| Ciudad  | Instalación | Capacidad |
| ------- | ----------- | --------- |
| Ostrava | -           | -         |

## Clasificación
Los 12 boletos al campeonato se decidieron de la sig. manera: 1 sería para el Anfitrión (República Checa), 5 boletos para los mejores colocados en  el Campeonato Europeo de Voleibol Masculino de 1999 a excepción del anfitrión, que fueron: Italia, Yugoslavia, Rusia, Francia y Holanda y los últimos 6 boletos fueron para los ganadores de la Clasificación que consistía en 4 grupos de 4 y clasificaban los primeros lugares y los 2 mejores segundos.

## Equipos
| Grupo A         | Grupo B          |
| --------------- | ---------------- |
| Bulgaria        | Francia          |
| República Checa | Alemania         |
| Países Bajos    | Hungría          |
| Rusia           | Italia           |
| Eslovaquia      | Polonia          |
| Eslovenia       | RF de Yugoslavia |

## Formato
La competición se divide en dos fases: la fase de grupos y la fase de play-off. En la fase de grupos los equipos se dividen en 2 grupos de 6 equipos cada uno y los 2 primeros de cada grupo avanzan a los play-off. En los play-off se jugaron las semifinales, partido por el tercer lugar y final.

## Fase de grupos

### Grupo A
| Equipo          | J | G | P | SG | SP | DS  | PTS |
| --------------- | - | - | - | -- | -- | --- | --- |
| República Checa | 5 | 4 | 1 | 13 | 5  | +8  | 9   |
| Rusia           | 5 | 4 | 1 | 12 | 6  | +6  | 9   |
| Países Bajos    | 5 | 3 | 2 | 12 | 7  | +5  | 8   |
| Bulgaria        | 5 | 3 | 2 | 11 | 9  | +2  | 8   |
| Eslovaquia      | 5 | 1 | 4 | 5  | 14 | -9  | 6   |
| Eslovenia       | 5 | 0 | 5 | 3  | 15 | -12 | 5   |

Resultados:
| Fecha    | Partido         | Partido | Partido         | Resultado |
| -------- | --------------- | ------- | --------------- | --------- |
| 08.09.01 | Eslovaquia      | -       | Países Bajos    | 0-3       |
| 08.09.01 | Eslovenia       | -       | República Checa | 1-3       |
| 08.09.01 | Rusia           | -       | Bulgaria        | 3-1       |
| 09.09.01 | Países Bajos    | -       | República Checa | 3-1       |
| 09.09.01 | Eslovaquia      | -       | Rusia           | 1-3       |
| 09.09.01 | Bulgaria        | -       | Eslovenia       | 3-0       |
| 10.09.01 | Rusia           | -       | Países Bajos    | 3-1       |
| 10.09.01 | República Checa | -       | Bulgaria        | 3-1       |
| 10.09.01 | Eslovenia       | -       | Eslovaquia      | 2-3       |
| 12.09.01 | Países Bajos    | -       | Bulgaria        | 2-3       |
| 12.09.01 | Eslovaquia      | -       | República Checa | 0-3       |
| 12.09.01 | Rusia           | -       | Eslovenia       | 3-0       |
| 13.09.01 | Bulgaria        | -       | Eslovaquia      | 3-1       |
| 13.09.01 | República Checa | -       | Rusia           | 3-0       |
| 13.09.01 | Eslovenia       | -       | Países Bajos    | 0-3       |

### Grupo B
| Equipo           | J | G | P | SG | SP | DS | PTS |
| ---------------- | - | - | - | -- | -- | -- | --- |
| RF de Yugoslavia | 5 | 4 | 1 | 14 | 6  | +8 | 9   |
| Italia           | 5 | 3 | 2 | 11 | 7  | +4 | 8   |
| Francia          | 5 | 3 | 2 | 13 | 9  | +4 | 8   |
| Polonia          | 5 | 3 | 2 | 9  | 10 | -1 | 8   |
| Hungría          | 5 | 1 | 4 | 5  | 12 | -7 | 6   |
| Alemania         | 5 | 1 | 4 | 6  | 14 | -8 | 6   |

Resultados:
| Fecha    | Partido          | Partido | Partido          | Resultado |
| -------- | ---------------- | ------- | ---------------- | --------- |
| 08.09.01 | Francia          | -       | RF de Yugoslavia | 2-3       |
| 08.09.01 | Hungría          | -       | Italia           | 0-3       |
| 08.09.01 | Alemania         | -       | Polonia          | 1-3       |
| 09.09.01 | Francia          | -       | Hungría          | 3-0       |
| 09.09.01 | Italia           | -       | Alemania         | 3-1       |
| 09.09.01 | RF de Yugoslavia | -       | Polonia          | 3-0       |
| 10.09.01 | Alemania         | -       | Francia          | 1-3       |
| 10.09.01 | Hungría          | -       | RF de Yugoslavia | 1-3       |
| 10.09.01 | Polonia          | -       | Italia           | 0-3       |
| 12.09.01 | Hungría          | -       | Alemania         | 3-0       |
| 12.09.01 | RF de Yugoslavia | -       | Italia           | 3-0       |
| 12.09.01 | Francia          | -       | Polonia          | 2-3       |
| 13.09.01 | Alemania         | -       | RF de Yugoslavia | 3-2       |
| 13.09.01 | Polonia          | -       | Hungría          | 3-1       |
| 13.09.01 | Italia           | -       | Francia          | 2-3       |

## Play-off
|  | Semifinales               | Semifinales               |   |                           | Final                     | Final |  |
|  |                           |                           |   |                           |                           |       |  |
|  |                           |                           |   |                           |                           |       |  |
|  | Ostrava, 15 de septiembre |                           |   |                           |                           |       |  |
|  | Italia                    | 3                         |   |                           |                           |       |  |
|  | República Checa           | 0                         |   |                           |                           |       |  |
|  |                           |                           |   |                           |                           |       |  |
|  |                           |                           |   |                           | Ostrava, 16 de septiembre |       |  |
|  |                           |                           |   |                           | Italia                    | 0     |  |
|  |                           | RF de Yugoslavia          | 3 |                           |                           |       |  |
|  |                           |                           |   |                           |                           |       |  |
|  |                           |                           |   |                           |                           |       |  |
|  |                           |                           |   |                           | Tercer lugar              |       |  |
|  | Ostrava, 15 de septiembre | Ostrava, 15 de septiembre |   | Ostrava, 16 de septiembre | Ostrava, 16 de septiembre |       |  |
|  | Rusia                     | 0                         |   | Rusia                     | 3                         |       |  |
|  | RF de Yugoslavia          | 3                         |   |                           | República Checa           | 2     |  |

### Semifinales
| Fecha    | Partido | Partido | Partido          | Resultado |
| -------- | ------- | ------- | ---------------- | --------- |
| 15.09.01 | Italia  | -       | República Checa  | 3-0       |
| 15.09.01 | Rusia   | -       | RF de Yugoslavia | 0-3       |

### 3º Lugar
| Fecha    | Partido | Partido | Partido         | Resultado |
| -------- | ------- | ------- | --------------- | --------- |
| 16.09.03 | Rusia   | -       | República Checa | 3-2       |

### Final
| Fecha    | Partido          | Partido | Partido | Resultado |
| -------- | ---------------- | ------- | ------- | --------- |
| 16.09.03 | RF de Yugoslavia | -       | Italia  | 3-0       |

## 5º al 8º Lugar
|  | Semifinales               | Semifinales               |   |                           | Final                     | Final |  |
|  |                           |                           |   |                           |                           |       |  |
|  |                           |                           |   |                           |                           |       |  |
|  | Ostrava, 15 de septiembre |                           |   |                           |                           |       |  |
|  | Países Bajos              | 1                         |   |                           |                           |       |  |
|  | Polonia                   | 3                         |   |                           |                           |       |  |
|  |                           |                           |   |                           |                           |       |  |
|  |                           |                           |   |                           | Ostrava, 16 de septiembre |       |  |
|  |                           |                           |   |                           | Polonia                   | 3     |  |
|  |                           | Bulgaria                  | 2 |                           |                           |       |  |
|  |                           |                           |   |                           |                           |       |  |
|  |                           |                           |   |                           |                           |       |  |
|  |                           |                           |   |                           | Tercer lugar              |       |  |
|  | Ostrava, 15 de septiembre | Ostrava, 15 de septiembre |   | Ostrava, 16 de septiembre | Ostrava, 16 de septiembre |       |  |
|  | Bulgaria                  | 3                         |   | Países Bajos              | 1                         |       |  |
|  | Francia                   | 1                         |   |                           | Francia                   | 3     |  |

### Definición de encuentros
| Fecha    | Partido      | Partido | Partido | Resultado |
| -------- | ------------ | ------- | ------- | --------- |
| 15.09.01 | Países Bajos | -       | Polonia | 1-3       |
| 15.09.01 | Bulgaria     | -       | Francia | 3-1       |

### 7º Lugar
| Fecha    | Partido      | Partido | Partido | Resultado |
| -------- | ------------ | ------- | ------- | --------- |
| 16.09.03 | Países Bajos | -       | Francia | 1-3       |

### 5º Lugar
| Fecha    | Partido | Partido | Partido  | Resultado |
| -------- | ------- | ------- | -------- | --------- |
| 16.09.03 | Polonia | -       | Bulgaria | 3-2       |

## Medallero
|                  |        |       |
| RF de Yugoslavia | Italia | Rusia |

## Clasificación Final
| 1. RF de Yugoslavia |
| 2. Italia           |
| 3. Rusia            |
| 4. República Checa  |
| 5. Polonia          |
| 6. Bulgaria         |
| 7. Francia          |
| 8. Países Bajos     |
| 9. Hungría          |
| 9. Eslovaquia       |
| 11. Alemania        |
| 11. Eslovenia       |

## Premios Individuales
Jugador Más Valioso
 Ivan Miljković
Mejor Puntuador
 Ivan Miljković
Mejor Atacador
 Martin Lebl
Mejor Receptor
 Dominique Daquin
Mejor Excavador
 Vasa Mijić
Mejor Levantador
 Nikola Grbić
Mejor Libero
 Mirko Corsano
Mejor Receptor
 Hubert Henno